# Melanohalea beringiana
Melanohalea beringiana  (лат.) — вид листоватых лишайников семейства Пармелиевые. Он был описан в 2016 году как новый вид. Лишайник был найден недалеко от шоссе Ричардсона, к северу от Паксона (Аляска), где он рос на коре ствола бальзамического тополя (Populus balsamifera). Специфический эпитет beringiana относится к его распространению на Аляске. Он морфологически похож на вид Melanohalea olivaceoides, но генетически отличается от этого вида.